# Cheilotrichia percupida
Cheilotrichia percupida är en tvåvingeart som först beskrevs av Alexander 1941.  Cheilotrichia percupida ingår i släktet Cheilotrichia och familjen småharkrankar. Inga underarter finns listade i Catalogue of Life.